# Sylvietta brachyura
Sylvietta brachyura é uma espécie de ave da família Macrosphenidae.
Pode ser encontrada nos seguintes países: Benin, Burkina Faso, Camarões, República Centro-Africana, Chade, República Democrática do Congo, Costa do Marfim, Djibouti, Eritreia, Etiópia, Gâmbia, Gana, Guiné, Guiné-Bissau, Quénia, Mali, Mauritânia, Níger, Nigéria, Senegal, Serra Leoa, Somália, Sudão, Tanzânia, Togo e Uganda.
Os seus habitats naturais são: savanas áridas.